# Circolo Sportivo Ponziana Trieste 1950-1951
Questa voce raccoglie le informazioni riguardanti il Circolo Sportivo Ponziana Trieste nelle competizioni ufficiali della stagione 1950-1951.

## Rosa
| N. |                   | Ruolo | Calciatore  |
| -- | ----------------- | ----- | ----------- |
|    | Italia (bandiera) | D     | G. Bertoia  |
|    | Italia (bandiera) | A     | M. Cocavich |
|    | Italia (bandiera) | P     | A. Furlan   |
|    | Italia (bandiera) | A     | F. Kert     |
|    | Italia (bandiera) | C     | M. Lucchesi |
|    | Italia (bandiera) | A     | R. Padovan  |
|    | Italia (bandiera) | C     | U. Pecile   |
|    | Italia (bandiera) | C     | S. Ponis    |

| N. |                   | Ruolo | Calciatore       |
| -- | ----------------- | ----- | ---------------- |
|    | Italia (bandiera) | A     | V. Posar         |
|    | Italia (bandiera) | A     | E. Purich        |
|    | Italia (bandiera) | A     | Angelo Solazzo   |
|    | Italia (bandiera) | A     | R. Trogu Rohrich |
|    | Italia (bandiera) | A     | G. Vecchiet      |
|    | Italia (bandiera) | C     | O. Vianello      |
|    | Italia (bandiera) | A     | S. Zamberlin     |